# Dirección General de Bibliotecas
La Dirección General de Bibliotecas (DGB, por sus siglas) de México surge en 1985 por un acuerdo del entonces secretario de Educación Pública, Jesús  Reyes Heroles.
En diciembre de 1988 cuando se crea el Consejo Nacional para la Cultura y las Artes (Conaculta) pasa a formar parte importante del nuevo organismo y en diciembre de 2015 pasa a la Secretaría de Cultura.

## Historia
La Secretaría de Educación Pública (SEP) se instituyó en septiembre de 1921 por José Vasconcelos, primer titular de la dependencia, con el fin de promover la creación de escuelas en todo el país, organizar cursos, editar libros y fundar bibliotecas que fortalecieran el proyecto educativo nacionalista.
En ese entonces, la SEP estaba organizada en tres rubros: Escuelas, Bellas Artes y el Departamento de Bibliotecas y Archivos, cuya tarea primordial era garantizar materiales de lectura para apoyar la educación en todos los niveles escolares.
Preocupado por fomentar la lectura entre la población mexicana, José Vasconcelos  ejecutó uno de los proyectos bibliotecarios más extensos e importantes que se hayan realizado en la historia de México. Por primera vez se crearon cientos de bibliotecas populares en todos los estados de la República, y se concibió a la biblioteca como un elemento primordial para el desarrollo del país.
La Ley Orgánica de la SEP asignó al Departamento de Bibliotecas, la creación y funcionamiento de las bibliotecas populares en todo el territorio nacional, y el cuidado y  administración de la Biblioteca Nacional y de todos los recintos bibliotecarios dependientes de la SEP. Sus primeros directores fueron Vicente Lombardo Toledano y Jaime Torres Bodet.
| Director(a) General              | Periodo                 |
| -------------------------------- | ----------------------- |
| Ana María Magaloni de Bustamante | 1983 - 2001             |
| Jorge von Ziegler                | 2001 - 2006 2015 - 2018 |
| Saúl Juárez Vega                 | 2007                    |
| Fernando Hernández Pacheco       | 2007 - 2009             |
| Fernando Álvarez del Castillo    | 2009 - 2015             |
| Marx Arriaga Navarro             | 2019 - 2021             |
| Claudia Izquierdo Vicuña*        | 2021                    |
| Rodrigo Borja Torres             | 2021 -                  |
| *Encargada de despacho.          |                         |

El Departamento de Bibliotecas inició la capacitación técnica del personal bibliotecario a través de cursos básicos y especializados, con la finalidad de desarrollar los servicios de las bibliotecas públicas en México, además de patrocinar tres congresos de bibliotecarios que se realizaron en 1927, 1928 y 1944.
Al paso de los años,  este Departamento se convierte en  la Dirección de Bibliotecas de la Subsecretaría de Cultura de la SEP,  y posteriormente en Dirección General de Publicaciones y Bibliotecas. En agosto de 1985, por acuerdo del secretario de Educación Pública, se crea la Dirección General de Bibliotecas como unidad independiente, al igual que la Dirección General de Publicaciones.
En diciembre de 1988 nace el Conaculta, como órgano desconcentrado de la SEP,  y se le asignan las unidades administrativas e instituciones públicas que desempeñan funciones relacionadas con la promoción y difusión de la cultura y las artes, y  la organización de las  bibliotecas públicas. A partir de  ese momento, la Dirección  General de Bibliotecas se integra al Conaculta.
En diciembre de 2015, Conaculta cambia su condición de organismo autónomo desconcentrado y se convierte en la Secretaría de Cultura.

## Misión y visión

### Misión
Generar las políticas y establecer los procedimientos para facilitar el acceso equitativo, libre y gratuito de los mexicanos al conocimiento y la cultura, y  fomentar la lectura en las bibliotecas públicas de la Red Nacional.

### Visión
Modernizar la Red Nacional de Bibliotecas Públicas mediante la ampliación de sus servicios, el uso de las nuevas tecnologías, la capacitación de sus bibliotecarios, y la actualización de  la normatividad, con el fin de que las bibliotecas públicas del país se conviertan  en centros culturales de lectura educativa y recreativa.

### Objetivos
- Apoyar la modernización de los espacios, acervos y servicios de las bibliotecas públicas de la Red Nacional.
- Promover la conservación, mantenimiento, equipamiento, operación, desarrollo y modernización de las bibliotecas públicas del país.
- Generar planes y proyectos para  la formación de  lectores.
- Reforzar el papel de las bibliotecas públicas como centros de lectura.
- Ampliar el acceso a la información electrónica en las bibliotecas públicas.
- Mejorar y fortalecer el servicio de biblioteca pública y el funcionamiento de la Red Nacional.
- Actualizar, diversificar y modernizar la formación de recursos humanos de calidad en las bibliotecas públicas.

## Funciones
De acuerdo con la Ley General de Bibliotecas, corresponde a la federación, a través de la Dirección General de Bibliotecas, realizar las siguientes funciones:
- Efectuar la coordinación de la Red Nacional de Bibliotecas.
- Establecer los mecanismos participativos para planear y programar la expansión y modernización tecnológica de la Red de Bibliotecas.
- Emitir la normatividad técnica bibliotecaria para las bibliotecas de la Red y supervisar su cumplimiento.
- Seleccionar, determinar y desarrollar las colecciones de cada biblioteca pública de acuerdo con el programa correspondiente.
- Dotar a las nuevas bibliotecas públicas, en formato impreso y digital, de un acervo de publicaciones informativas, recreativas y formativas, así como de obras de consulta y publicaciones periódicas a efecto de que sus acervos respondan a las necesidades culturales, educativas y de desarrollo en general de los habitantes de cada localidad.
- Apoyar a las bibliotecas integrantes de la Red, en los procesos de catalogación y clasificación de acuerdo con las normas técnicas bibliotecológicas autorizadas, a efecto de que los servicios bibliotecarios puedan ofrecerse con mayor eficiencia.
- Proporcionar entrenamiento y capacitación al personal adscrito a las bibliotecas públicas de la Red.
- Proporcionar asesoría técnica en materia bibliotecaria e informática a las bibliotecas de la  Red Nacional.
- Difundir y promocionar a nivel nacional los servicios bibliotecarios y actividades afines a las bibliotecas públicas.

### Certificación ISO 9001:2008
Con el objetivo de atender eficazmente las necesidades de los usuarios de los servicios públicos, mediante la identificación de los procesos sustanciales, la orientación de los recursos materiales y humanos, y formar parte de la nueva filosofía y cultura de calidad impulsada por la Administración Pública, la Dirección General de Bibliotecas se certificó en el  2006 con la Norma ISO 9001:2000 por cuatro procesos:
1. Desarrollo y procesamiento técnico del material bibliográfico;
2. Instalación de nuevas bibliotecas;
3. Capacitación técnica básica del personal bibliotecario; e
4. Instalación de Módulos de Servicios Digitales.